# Dominikus Savio

Hl. Dominikus Savio

Der heilige Dominikus Savio, auch Domenico Savio (* 2. April 1842 in Riva presso Chieri (Piemont); † 9. März 1857 in Mondonio d’Asti), war Schüler bei Don Bosco.

## Leben
Der Sohn eines Schmiedes kam als 12-Jähriger in die Schule Don Boscos nach Turin und wurde dessen Lieblingsschüler. Er wurde Aspirant für das Priestertum, charismatisch begabter und engagierter Helfer Don Boscos bei dessen pädagogisch-jugendpastoraler Arbeit unter der armen Jugend von Turin und Piemont. Er gründete eine Gruppe, die sich dem Apostolat unter den Mitschülern widmete und wurde zum mutigen „Friedensstifter“, der immer versuchte, Streitereien zu schlichten. Sein Motto lautete “La morte, ma non peccati” (deutsch: „Den Tod, aber nicht die Sünde“).
Er starb mit 14 Jahren an Lungentuberkulose.

## Wirkung
Don Bosco verfasste 1859 die Biografie seines früh verstorbenen Lieblingsschülers, in welcher er ihn als Ideal eines vorbildlichen Schülers und überzeugten jungen Christen darstellt. Dieses Buch erfuhr seither viele Auflagen und wurde im Rahmen des weltweiten Don-Bosco-Jugendwerks in fast alle moderne Sprachen übersetzt.
Dominikus Savio wurde am 3. Mai 1950 selig und am 12. Juni 1954 heiliggesprochen. Der Kommentar zur Heiligsprechung lautet: „Schon in diesem Leben mit reichen Gnadengaben erfüllt, verließ er frühzeitig diese Erde, um mit der Fürbitte der Himmelskönigin den Lohn für seine kindliche Gottesliebe zu empfangen“, erklärte Papst Pius XII. bei der Heiligsprechung 1954.
Seine Reliquien ruhen in der Maria-Hilf-Basilika zu Valdocco (Turin).
Er ist der Schutzpatron der Katholischen Jungschar, der Katholischen Jugend, der Ministranten, der Sängerknaben und der Patron der Pueri Cantores. Er wird außerdem als Fürsprecher von werdenden Müttern verehrt. Seit 1950 bilden sich in zahlreichen Ländern Gruppen der „Freunde von Dominikus Savio“.
Sein Gedenktag ist der 9. März, die Don-Bosco-Familie feiert am 6. Mai das Fest des Hl. Dominikus Savio.